# Рубёжный
Рубёжный (в некоторых исторических документах указывался как Рубёженский) — хутор во Фроловском районе Волгоградской области России. Входит в Арчединское сельское поселение.

## География
Расположен рядом в 1 километре от автодороги «Фролово — Камышин», в 26 километрах восточнее районного центра — города Фролово (31 километр по автодороге) и в 4 километрах северо-восточнее центра сельского поселения — посёлка Образцы (8 километров по асфальтрованным автодорогам и 4,5 километра по просёлочной дороге).
Имеется два крупных пруда: Старый и Новый, образованных перекрытием балки, ведущей к реке Арчеде, плотинами. Пруды накапливают воду в период весеннего таяния снега. Плотина на нижнем (Старом) пруду была построена помещиком Жеребцовым.

## История
В 1905 году в хуторе была открыта церковно-приходская школа Александро-Невской церкви хутора Арчедино-Чернушенского. Попечителем школы был крестьянин Спиридон Мосальин.
По состоянию на 1915 год хутор находился на территории Усть-Медведицкого округа Области Войска Донского. В церковном плане относился к приходу церкви Александра Невского Глазуновского благочиния Донской епархии. В пользовании хутора находилось 1852 десятины земли.
Постановлением ВЦИК и СНК РСФСР от 21 мая и от 11 июня 1928 года был образован Фроловский район в составе Сталинградского округа Нижневолжского края. Хутор Рубёжный вошёл в состав района. При этом в одних документах указано, что ранее хутор находился в составе Кременской волости, а в других — в составе Арчадино-Чернушенской волости Усть-Медведицкого округа.
30 июля 1930 Сталинградский округ, как и большинство остальных округов СССР, был упразднён. Его районы отошли в прямое подчинение Нижне-Волжского края.
10 января 1934 года Нижне-Волжский край был разделён на Саратовский и Сталинградский края.
Согласно данным за 1934 год в составе Фроловского района находился в том числе Рубеженский сельсовет. В это время в документах используется название Рубёженский.
В 1936 году в хуторе действовало две начальные школы.
5 декабря 1936 года Сталинградский край был преобразован в Сталинградскую область, в состав которой вошёл и Фроловский район.

## Население
В 1906 году в хуторе проживало в 17 дворах 136 человек. В 1914 году — в 13 дворах 140 человек. По состоянию на 1915 год в 16 дворах проживало 98 человек.
На 1 января 1936 года в хуторе имелось 39 хозяйств, проживало 175 человек, преобладающая национальность — русские.
По данным Всероссийской переписи населения на 9 октября 2002 года в хуторе проживало 270 человек, 77 % из которых отнесли себя к русским.
По данным Всероссийской переписи населения на 14 октября 2010 года в хуторе проживало 222 человека.
| Год  | Численность | Численность |
| ---- | ----------- | ----------- |
| 1906 | 136         | [ 18 ]      |
| 1914 | 140         | [ 18 ]      |
| 1915 | 98          | [ 19 ]      |
| 1936 | 175         | [ 20 ]      |
| 2002 | 270         | [ 21 ]      |
| 2010 | 222         | [ 3 ]       |

## Инфраструктура
В хуторе находятся начальная школа, медпункт, магазин, клуб, МТМ. Хутор электрифицирован и газифицирован. Подъезд от автодороги «Фролово — Камышин» до центра хутора заасфальтирован.

## Галерея
- «Старый» пруд
- «Новый» пруд
- Водонапорная башня, обеспечивающая водой бо́льшую часть хутора
- Сельский клуб